# عملية سولومون

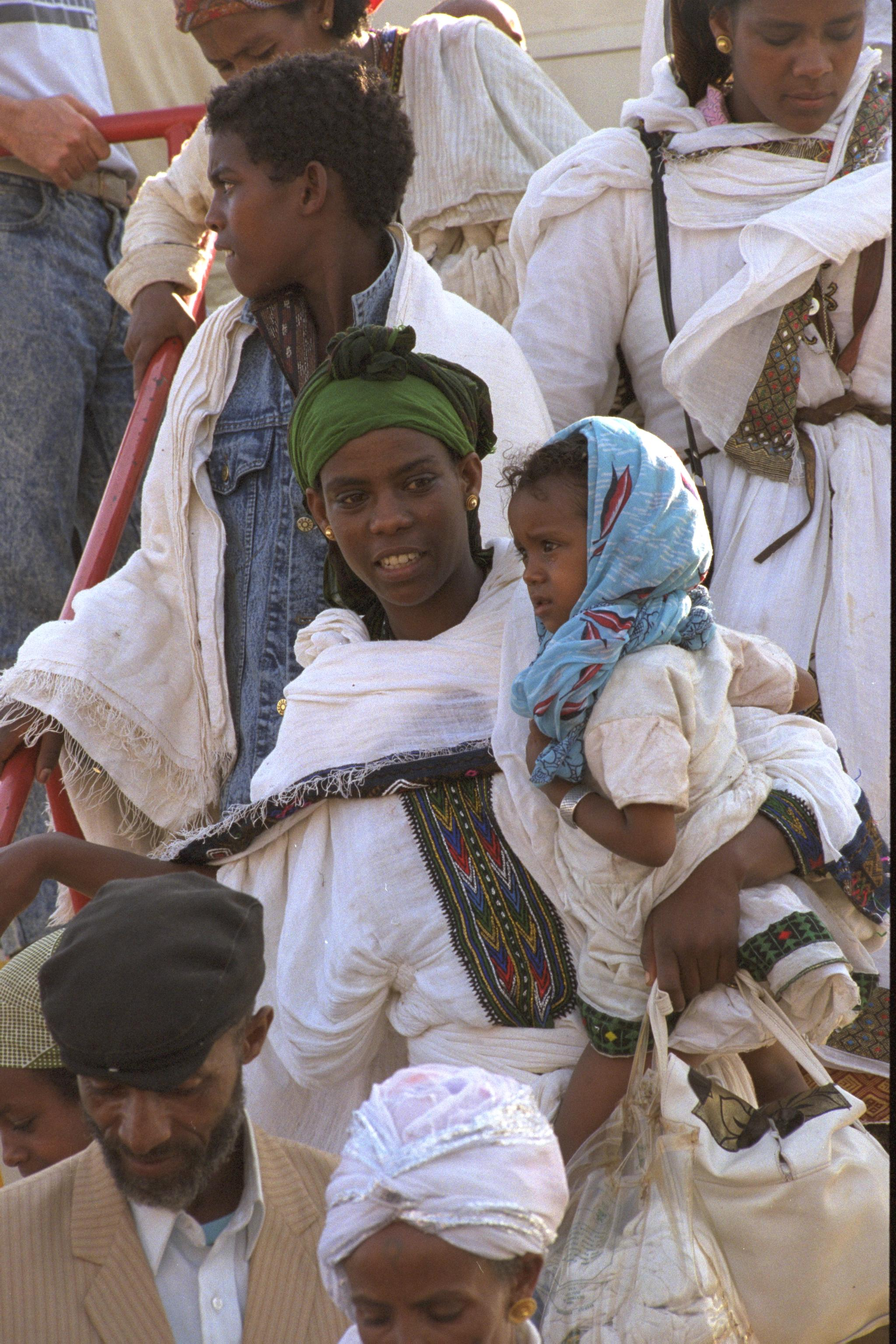
عملية نقل المهاجرين الإثيوبيين عبر القوات الجوية الإسرائيلية من الصحاري الإثيوبية إلى إسرائيل.

عملية سولومون (بالعبرية: מִבְצָע שלמה) كانت عملية عسكرية إسرائيلية سرية جرت في الفترة من 24 إلى 25 مايو 1991 لنقل يهود إثيوبيا جواً إلى إسرائيل. نقلت رحلات جوية متواصلة ل35 طائرة إسرائيلية، بما في ذلك طائرات سي-130 التابعة لسلاح الجو الإسرائيلي وطائرات بوينج 747 التابعة لشركة إل عال، 14,325 يهودياً إثيوبياً إلى إسرائيل في 36 ساعة. حملت إحدى الطائرات، وهي طائرة بوينج 747 تابعة لشركة إل عال، ما لا يقل عن 1088 شخصًا، بما في ذلك طفلان وُلدا أثناء الرحلة، وهي تحمل الرقم القياسي العالمي لأكبر عدد من الركاب على متن طائرة. وُلد ثمانية أطفال أثناء عملية النقل الجوي.
كانت هذه هي المهمة الثالثة لنقل اليهود من إثيوبيا إلى إسرائيل. قبل هذه المهمة، كانت هناك عمليتان مشابهتان هما عملية موسى وعملية يشوع، وهما الطريقتان البديلتان اللتان كان بإمكان اليهود الإثيوبيين اللجوء إليهما قبل أن يُجبروا على إنهاء هذا النوع من البرامج. في الفترة ما بين انتهاء هاتين العمليتين وبدء عملية سولومون، تمكن عدد قليل جدًا من اليهود الإثيوبيين من مغادرة البلاد والذهاب إلى إسرائيل.

## الخلفية
في عام 1991، كان نظام منغستو هايلي مريم الحاكم في إثيوبيا على وشك السقوط بسبب النجاحات العسكرية للمتمردين الإريتريين والتيغرايين، مما هدد إثيوبيا باضطراب سياسي خطير. كانت المنظمات اليهودية العالمية، مثل الجمعية الأمريكية لليهود الإثيوبيين (AAEJ) وإسرائيل، قلقة بشأن رفاهية اليهود الإثيوبيين، المعروفين باسم بيتا إسرائيل، المقيمين في إثيوبيا. كان معظمهم يعيشون في منطقة جوندار في مرتفعات إثيوبيا وكانوا في الغالب مزارعين وحرفيين. كما أن نظام منغستو جعل الهجرة الجماعية صعبة على بيتا إسرائيل، وكان تضاؤل قوة النظام فرصة لأولئك الذين يرغبون في الهجرة إلى إسرائيل. في عام 1990، وضعت الحكومة الإسرائيلية وقوات الدفاع الإسرائيلية، إدراكًا منها لتدهور الوضع السياسي في إثيوبيا، خططًا سرية لنقل اليهود جوًا إلى إسرائيل. انخرطت الولايات المتحدة في التخطيط لعملية سولومون بعد أن لفتت قيادات يهودية أمريكية من الجمعية الأمريكية لليهود الإثيوبيين انتباه الحكومة الأمريكية إلى أن اليهود الإثيوبيين يعيشون في خطر.
كما شاركت الحكومة الأمريكية في تنظيم عملية النقل الجوي. كان قرار الحكومة الإثيوبية بالسماح لجميع الفلاشا بمغادرة البلاد دفعة واحدة مدفوعًا إلى حد كبير برسالة من الرئيس جورج بوش الأب، الذي كان له دور في عمليتي جوشوا وموسى. قبل ذلك، كان منجيستو ينوي السماح بالهجرة فقط مقابل الحصول على أسلحة.
كما شاركت في محاولات الحكومتين الإسرائيلية والإثيوبية لتسهيل العملية مجموعة من الدبلوماسيين الأمريكيين بقيادة السناتور رودي بوشويتز، بما في ذلك إيرفين هيكس، نائب مساعد وزير الخارجية للشؤون الأفريقية؛ وروبرت فرازور، مدير الشؤون الأفريقية في مجلس الأمن القومي بالبيت الأبيض؛ وروبرت هودك، القائم بالأعمال في سفارة الولايات المتحدة في أديس أبابا. تم إرسال بوشويتز كمبعوث خاص للرئيس بوش، والتقى هو وفريقه بحكومة إثيوبيا لمساعدة إسرائيل في ترتيب عملية النقل الجوي. بالإضافة إلى ذلك، لعب مساعد وزير الخارجية للشؤون الأفريقية هيرمان كوهين دورًا مهمًا أيضًا، حيث كان الوسيط الدولي في الحرب الأهلية في إثيوبيا. أبرم كوهين اتفاقًا مع منجيستو وعد فيه بتحسين العلاقات مع الولايات المتحدة إذا توصل الإثيوبيون إلى تفاهم مع المتمردين، وغيروا سياستهم في مجال حقوق الإنسان والهجرة، وغيروا نظامهم الاقتصادي الشيوعي. استجابة لجهود الدبلوماسيين، اتخذ الرئيس الإثيوبي بالنيابة تيسفاي جبري كيدان القرار النهائي بالسماح بالنقل الجوي. أدت المفاوضات حول العملية إلى عقد مباحثات مائدة مستديرة في لندن، والتي أسفرت عن إصدار إعلان مشترك من قبل المقاتلين الإثيوبيين الذين وافقوا بعد ذلك على تنظيم مؤتمر لاختيار حكومة انتقالية. جمعت الجالية اليهودية 35 مليون دولار لتقديمها إلى الحكومة الإثيوبية حتى يتمكن اليهود من القدوم إلى إسرائيل. ذهب المال إلى نفقات المطار في أديس أبابا.

## وصلات خارجية
- Jewish Agency for Israel The Jewish Agency has been responsible for the aliyah from around the world since 1948

Jewish Culture Connect